# 巴頓斯克里克鎮區 (北卡羅萊納州韋克縣)
巴頓斯克里克鎮區（英語：Bartons Creek Township）是位於美國北卡羅萊納州韋克縣的一個鎮區。

## 地方資料
巴頓斯克里克鎮區的面積為98.30平方千米，當中陸地面積為88.57平方千米，而水域面積為9.73平方千米。根據2020年美國人口普查的數據，當地共有人口22996人，而人口密度為每平方千米233.94人。